# 볼트 (2008년 영화)
《볼트》(영어: Bolt)는 2008년 월트 디즈니 애니메이션 스튜디오에서 제작한 미국의 컴퓨터 애니메이션 영화로, 디즈니의 48번째 클래식 애니메이션 장편 영화이다.

## 줄거리
볼트는 페니와 함께 사악한 칼리코 박사 일행들을 물리치고 페니의 아빠를 찾는, 다양한 초능력을 가진 개이다. 볼트는 자신을 사랑해주는 페니를 지키고 악당을 물리치는 것을 자신의 사명으로 생각하고 있지만 사실은 전부 TV 드라마의 설정으로, 제작진의 지시에 의해 영화 촬영장과 트레일러 바깥의 세계를 알지 못하고 있었다. 그런 볼트를 가엾이 여긴 페니는 매니저에게 "주말만이라도 볼트를 집에 데려가고 싶다"고 하지만 매니저는 매번 이같은 페니의 요구를 묵살해 버렸다.
어느날, 평소와는 달리 악당을 물리치지 못하고 페니가 납치당하는 것으로 촬영이 끝나자 볼트는 페니를 구하기 위해 트레일러를 탈출한다. 그 와중에 실수로 스티로폼 상자에 빠져 헐리우드에서 아주 먼 곳으로 보내진다. 볼트는 오로지 페니를 구한다는 일념으로 고양이 미튼스, 햄스터 라이노와 함께 헐리우드로 떠난다. 중간부 자신이 초능력을 가진 개가 아니고 평범한 개임을 알게 된 볼트는 계속 고뇌하지만 미튼스의 도움으로 평범한 강아지의 즐거움을 알게 된다.
하지만 페니에 대한 그리움을 잊지 못해 다시 길을 떠나고, 천신만고 끝에 촬영장에 도착해 페니에게 달려가지만 그 곳에는 자신과 똑같은 모습과 이름을 가진 개가 페니의 사랑을 받고 있었다. 볼트의 실종으로 촬영이 지연되는 것을 원하지 않던 매니저가 다른 개를 촬영에 투입했던 것. 그것을 본 볼트는 페니가 자신을 사랑해줬던 것도 연기라고 생각해 촬영장을 떠난다. 그러나 사실 볼트가 본 장면은 촬영 중 내용이었고, 그것을 알게 된 미튼스는 볼트에게 돌아가도록 설득한다. 그때 새로 투입된 볼트 대역 개의 실수로 촬영장에 불이 나고, 와이어에 매달려 있던 페니가 탈출하지 못한다. 볼트는 페니를 구하기 위해 불 속으로 뛰어들어간다. 볼트가 짖는 소리에 가까스로 페니와 볼트 둘 다 구조되지만 실신 상태였다. 이 와중에 페니의 매니저가 "이 사건을 드라마와 영화로 만들자"라고 하는 바람에 화가 난 페니의 어머니는 모든 것을 그만두겠다고 선언한다. 볼트와 미튼스, 라이노는 페니의 집에서 행복하게 살게 된다.

## 성우진

### 영어 더빙
- 존 트래볼타 - 볼트
- 수지 에스먼 - 미튼스
- 마크 월턴 - 라이노
- 마일리 사이러스 - 페니
  - 클로이 머레츠 - 어린 시절의 페니
- 맬컴 맥다월 - 닥터 캘리코
- 닉 스워드슨 - 블레이크
- 디드릭 베이더 - 베테랑 고양이
- 그레그 저먼 - 매니저
- 제임스 립턴 - 감독
- 랜디 새비지 - 불량배
- 카리 월그런 - 민디
- 그레이 딜라일 - 페니 엄마
- J. P. 마누 - 톰
- 브라이언 스테파넥 - 마틴
- 제프 베넷 - 로이드
- 존 디마지오 - 솔
- 제니 루이스 - 조감독

### 한국어 더빙
- 김승준 - 볼트
- 정미숙 - 미튼스
- 장광 - 라이노
- 이선영 - 페니
- 온영삼 - 캘리코 박사
- 김환진 - 솔
- 설영범 - 매니저
- 박조호 - 감독
- 안경진 - 민디
- 김준 - 내레이션
- 서문석 - 곤봉
- 한상덕 - 비니

## 음악
- Barking at the Moon
- I Thought I Lost You